# Favila
Favila ou Fafila (en espagnol Favila ou Fáfila), Duc de Cantabrie, est un noble du royaume wisigoth d'Espagne qui fut le père de Pélage, premier roi des Asturies.

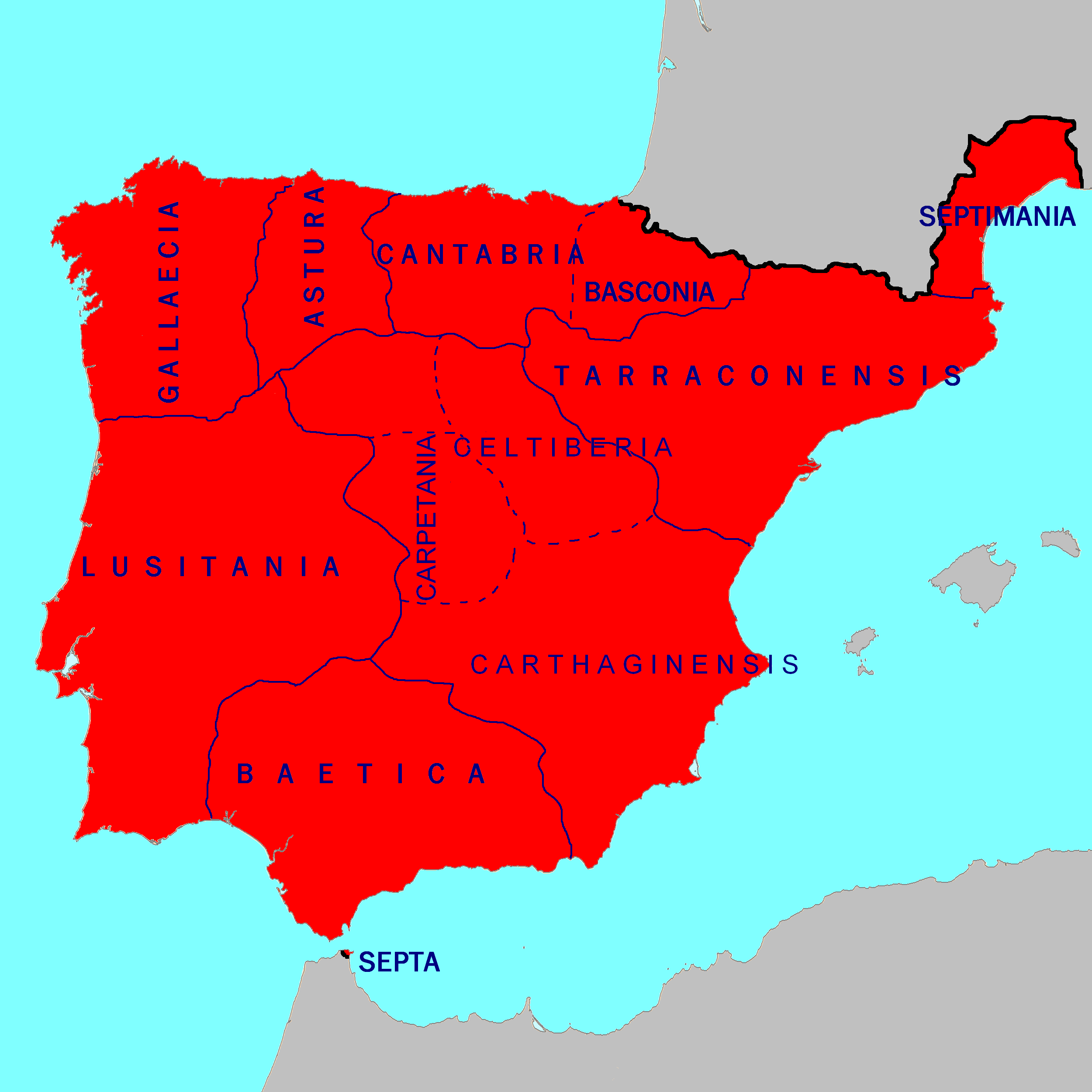
Le royaume wisigoth vers 700.

Favila passe pour être l'un des petits-fils du roi Chindaswinthe (642-653). Son père Théodefrède, duc de Cordoue, serait également le père de Rodéric, duc de Bétique et dernier roi wisigoth d'Espagne. Selon la chronique d'Alphonse III dite ad Sebastianum, rédigée vers 900, Fafila est un duc « de lignée royale ».
Sous le règne du roi Égica (687-702), Favila est duc de Cantabrie. Autour de 700, il accompagne le fils du roi, Wittiza, en Galice. Favila est alors le capitaine de la garde du jeune prince lorsque ce dernier le tua d'un coup de bâton lors d'un excès de colère. On soupçonna Wittiza d'avoir tué Favila pour abuser plus librement de son épouse.

## Sources
- Chronique d'Alphonse III dite Ad Sebastianum (Remacle.org).
- Juan de Mariana, Historiae de rebus Hispaniae.